# پتر لاورسون
پتر لاورسون (استونیایی: Peeter Laurson؛ زادهٔ ۴ فوریهٔ ۱۹۷۱) سیاستمدار و نماینده سابق مجلس اهل استونی است.